# Toyota TF105
La Toyota TF105 è una vettura di Formula 1 con la quale la scuderia giapponese ha disputato il campionato mondiale di Formula 1 2005. Al confermato Jarno Trulli è stato affiancato Ralf Schumacher.

## Presentazione
La vettura fu presentata, come tutte le altre, a Colonia, sede principale del team.

### Livrea e sponsor
Come sponsor ufficiale del team rimane Panasonic, accanto ai confermati Denso ed Esso.
La livrea è invece simile a quelle degli ultimi anni, proponendo uno schema di colori rosso e bianco, che ricordano la bandiera giapponese.

## Sviluppo
Disegnata da Mike Gascoyne, si tratta della prima interamente progettata dall'ingegnere inglese, giunto a Colonia in dicembre 2003 e pertanto impossibilitato a dare un grosso contributo nella progettazione della TF104. Il lavoro riguardante la TF105 ha avuto inizio al termine della stagione 2004, ottemperando al nuovo regolamento tecnico che sarebbe entrato in vigore a partire dalla stagione successiva. Principalmente andava rivisto il propulsore, in quanto a partire dal 2005 sarebbe entrata in vigore la regola secondo la quale veniva imposto l'utilizzo dello stesso motore per due gare. Molti altri elementi della vettura furono innovati, ripartendo il lavoro in modo che la supervisione della progettazione spettasse a Mike Gascoyne, mentre il telaio venisse realizzato sotto le direttive di Gustav Brunner.

### Specifiche tecniche
La TF105 non si discosta troppo dalle forme della progenitrice, pur presentando delle novità e degli affinamenti: la nuova monoposto è dotata di un telaio ulteriormente alleggerito e rialzato in prossimità dell'avantreno, in ottemperanza al nuovo regolamento. L'alettone posteriore è stato ravvicinato al retrotreno e presenta ora lunghe paratie laterali e particolarmente sagomate, mentre le fiancate denotano lunghi sfoghi d'aria a forma di camino e piccoli profili alari. Decisamente originale è il sistema dei triangoli della sospensione anteriore, che presenta dei profili atti a migliorare i flussi aerodinamici. Analogamente a quanto accaduto nel 2004, anche nel 2005 la Toyota ha messo in pista una versione B della propria vettura, che ha fatto il suo debutto in Giappone: sono state modificate le sospensioni, montate ora più in alto, mentre il fondo della vettura è stato ampiamente rivisto. Nell'inverno tra il 2005 e il 2006 è stata utilizzata la TF105.5, essenzialmente una TF105 utilizzata per testare il motore V8, introdotto per la stagione 2006, fino alla messa in pista della nuova Toyota TF106. La TF105 detiene il record di velocità al chiuso, ottenuto nel corso di una puntata dell'ottava serie della trasmissione televisiva britannica Top Gear, presso l'ExCeL Exhibition Centre. The Stig raggiunse i 81 mph (circa 130 km/h), velocità ridotta a causa della mancanza d'aderenza dovuta al fondo oltre che al poco spazio a disposizione.

## Stagione 2005

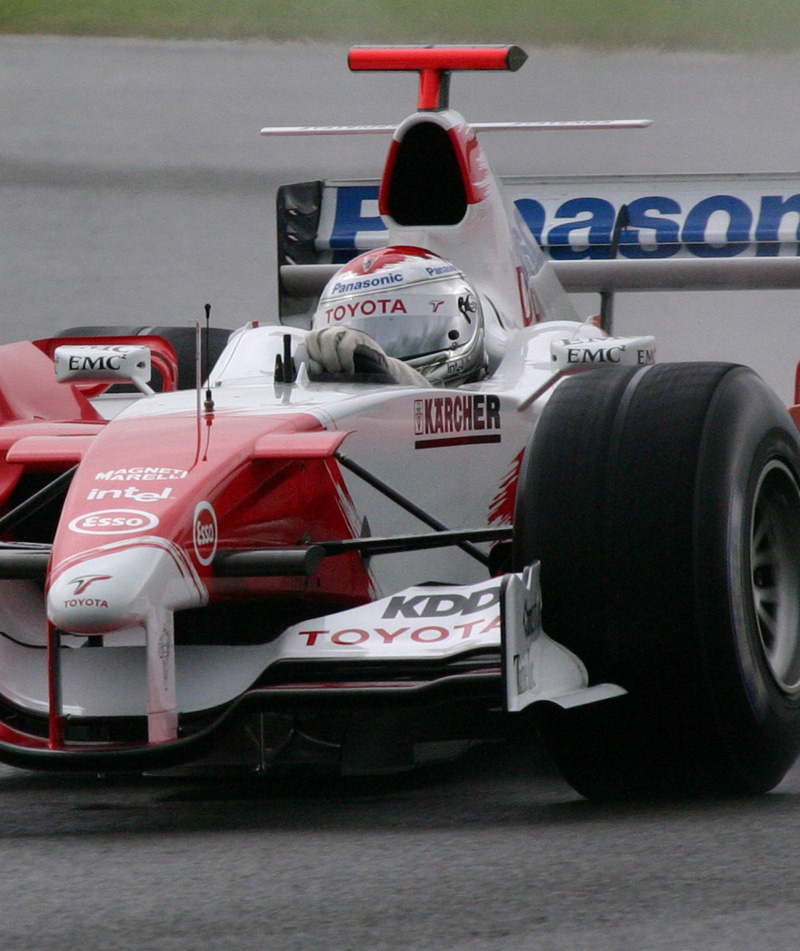
Jarno Trulli con la TF105.

La stagione fu molto più positiva rispetto alle precedenti. La Toyota conquista infatti 88 punti (45 con Schumacher e 43 con Trulli) giungendo quarta nel campionato mondiale costruttori. L'inizio di stagione è molto promettente con Trulli che chiuse secondo nella seconda e nella terza gara (rispettivamente in Malesia e Bahrain), regalando i primi podi nel mondiale alla scuderia giapponese. Da evidenziare come nelle prime tre gare Trulli partirà due volte dalla seconda piazza e una volta dalla terza. Dopo 3 gare Trulli e la Toyota erano secondi nelle rispettive classifiche mondiali, dietro a Fernando Alonso e la Renault.
Il resto dell'annata fu meno positivo in termini di risultati. Trulli andò nuovamente a podio in Spagna e conquistò la prima pole della Toyota nel controverso Gran Premio d'Indianapolis. In seguito a un incidente occorso nelle prove del venerdì a Ralf Schumacher a causa del cedimento di uno pneumatico, il pilota tedesco non prende parte alla gara, sostituito dal terzo pilota Ricardo Zonta. L'incidente fece nascere dubbi sul fatto che le gomme Michelin potessero terminare la gara. Preoccupata che si trattasse di un difetto di costruzione, la Michelin ha chiesto ai suoi team di non partecipare alla gara e comunque di modificare le regolazioni delle vetture. Per tale ragione entrambe le Toyota furono costrette al ritiro dopo il giro di formazione e Trulli non poté sfruttare la pole. Tra l'altro la gara statunitense e la prima gara, in Australia, furono le uniche in cui nessuna delle Toyota TF105 riuscì ad andare a punti.
Ralf Schumacher conquistò poi un terzo posto in Ungheria e il giro più veloce nel Gran Premio di Spa, primo per il team.
Con la versione B, che debuttò nel gran premio di casa, Schumacher fece segnare la seconda pole dell'anno per la scuderia. Il tedesco fu poi terzo nell'ultimo GP dell'anno, in Cina.

## Risultati completi in Formula 1

### TF105
| Anno | Team                    | Motore                | Gomme | Piloti     |    |   |   |   |   |    |     |     |    |   |   |     |   |    |   |     |     |  |  | Punti | Pos. |
| ---- | ----------------------- | --------------------- | ----- | ---------- | -- | - | - | - | - | -- | --- | --- | -- | - | - | --- | - | -- | - | --- | --- |  |  | ----- | ---- |
| 2005 | Panasonic Toyota Racing | Toyota RVX-05 3.0 V10 | M     | Schumacher | 12 | 5 | 4 | 9 | 4 | 6  | Rit | 6   | SP | 7 | 8 | 6   | 3 | 12 | 6 | 7   | 8   |  |  | 88    | 4º   |
| 2005 | Panasonic Toyota Racing | Toyota RVX-05 3.0 V10 | M     | Trulli     | 9  | 2 | 2 | 5 | 3 | 10 | 8   | Rit | NP | 5 | 9 | 14* | 4 | 6  | 5 | Rit | 13* |  |  | 88    | 4º   |
| 2005 | Panasonic Toyota Racing | Toyota RVX-05 3.0 V10 | M     | Zonta      |    |   |   |   |   |    |     |     | NP |   |   |     |   |    |   |     |     |  |  | 88    | 4º   |

### TF105B
| Anno | Team                    | Motore                | Gomme | Piloti     |  |  |  |  |  |  |  |  |  |  |  |  |  |  |  |  |  |     |    | Punti | Pos. |
| ---- | ----------------------- | --------------------- | ----- | ---------- |  |  |  |  |  |  |  |  |  |  |  |  |  |  |  |  |  | --- | -- | ----- | ---- |
| 2005 | Panasonic Toyota Racing | Toyota RVX-05 3.0 V10 | M     | Schumacher |  |  |  |  |  |  |  |  |  |  |  |  |  |  |  |  |  | 8   | 3  | 88    | 4º   |
| 2005 | Panasonic Toyota Racing | Toyota RVX-05 3.0 V10 | M     | Trulli     |  |  |  |  |  |  |  |  |  |  |  |  |  |  |  |  |  | Rit | 15 | 88    | 4º   |

| Legenda | 1º posto     | 2º posto | 3º posto    | A punti         | Senza punti/Non class.  | Grassetto – Pole position Corsivo – Giro più veloce |
| Legenda | Squalificato | Ritirato | Non partito | Non qualificato | Solo prove/Terzo pilota | Grassetto – Pole position Corsivo – Giro più veloce |

* – Indica il pilota ritirato ma ugualmente classificato avendo coperto, come previsto dal regolamento, almeno il 90% della distanza di gara.